# Shosholoza Meyl

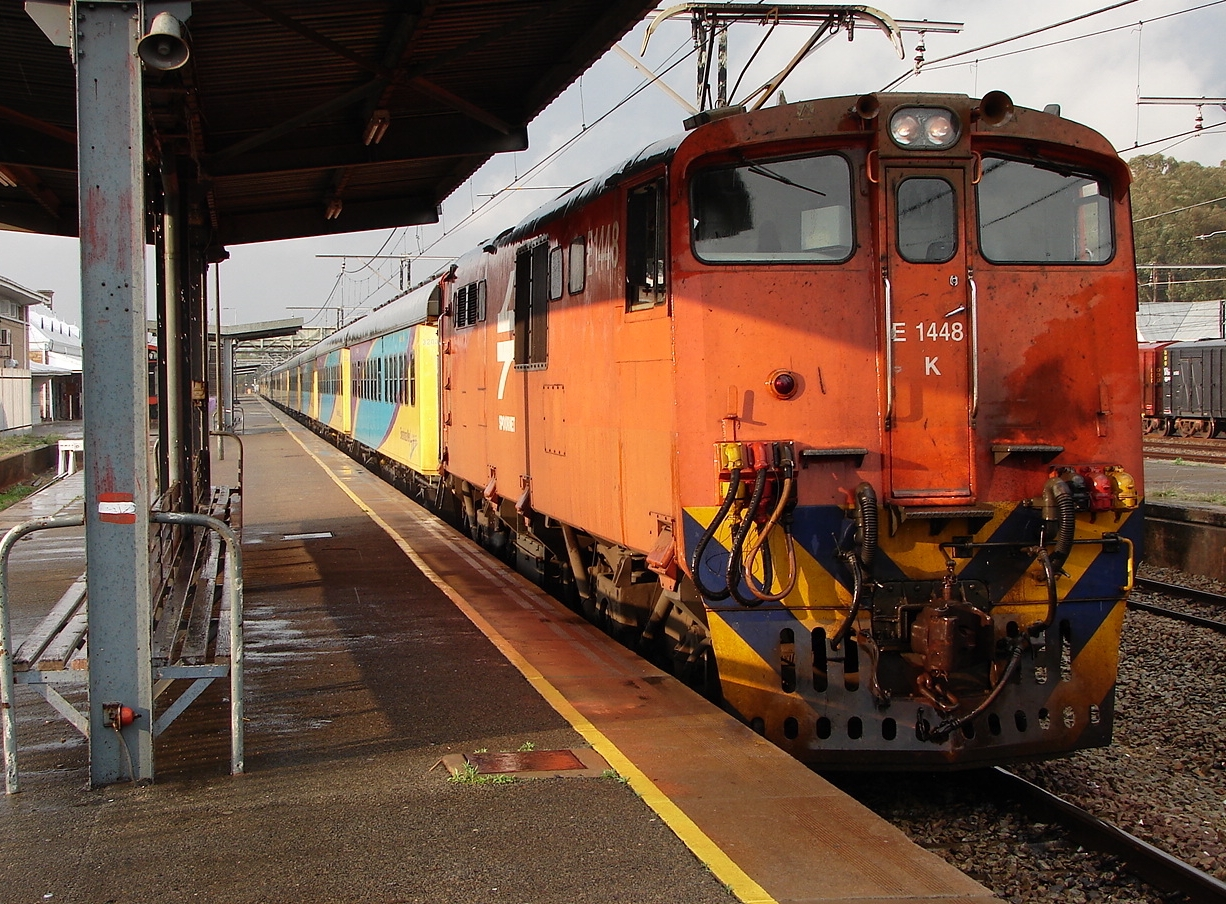
Shosholoza Meyl in Klerksdorp

Liniennetz 2012 von Shosholoza Meyl

Unter dem Namen Shosholoza Meyl betreibt die Passenger Rail Agency of South Africa Fernverkehrszüge in Südafrika. Bis zum Jahr 2009 gehörte Shosholoza Meyl zu Spoornet. Die Züge fahren auf Kapspur. Als Zuglokomotiven kommen auf elektrifizierten Strecken die SAR-Klasse 6E1 und 7E zum Einsatz. Das Wort Shosholoza bedeutet so viel wie Geh mutig voran und ist der Titel eines südafrikanischen Volksliedes. Meyl steht für den Fernverkehrszug an sich.
Im Januar 2020 bediente der Shosholoza Meyl folgende Linien:
• Johannesburg–Kapstadt

• Johannesburg–Port Elizabeth

• Johannesburg–East London

• Johannesburg–Durban

• Johannesburg–Komatipoort

• Johannesburg–Musina
Die Züge verkehren in den Klassen Economy und – teilweise – Tourist Class. Auf den Linien Johannesburg–Kapstadt und Johannesburg–Durban wird Autotransport angeboten.

## Eisenbahnunfall von Kroonstad 2018
Am 4. Januar 2018 stieß ein zwischen Port Elizabeth und Johannesburg verkehrender Zug der Shosholoza Meyl zwischen Hennenman und Kroonstad auf einem Bahnübergang mit einem Lastzug zusammen. Bei dem Unglück kamen 19 Menschen ums Leben; mehr als 250 wurden verletzt.

## Eisenbahnunfall von Horizon View 2020
Nach einer frontalen Kollision am 12. Februar 2020 eines Shosholoza-Personenzuges mit einem Güterzug bei Horizon View in Roodepoort westlich von Johannesburg kam es durch eine behördliche Auflage zur Stilllegung des gesamten Fahrbetriebes von Shosholoza Meyl. Bei diesem Unfall starb ein Mensch am Ort des Ereignisses und mehrere Personen wurden verletzt. Zudem entstand an den Zügen großen Sachschaden. Der Zug kam von Kapstadt und hatte 36 Passagiere und 14 Eisenbahnbedienstete an Bord.
Als Folge dieses Ereignisses entzog die südafrikanische Regulierungsbehörde für Schienenverkehrssicherheit (Railway Safety Regulator) dem Unternehmen die Betreiberlizenz. Erst am 27. November desselben Jahres konnte der reguläre Betrieb wieder aufgenommen werden.